# 阿德勒峰 (赫倫格山)
47°49′56″N 13°35′39″E / 47.83222°N 13.59417°E

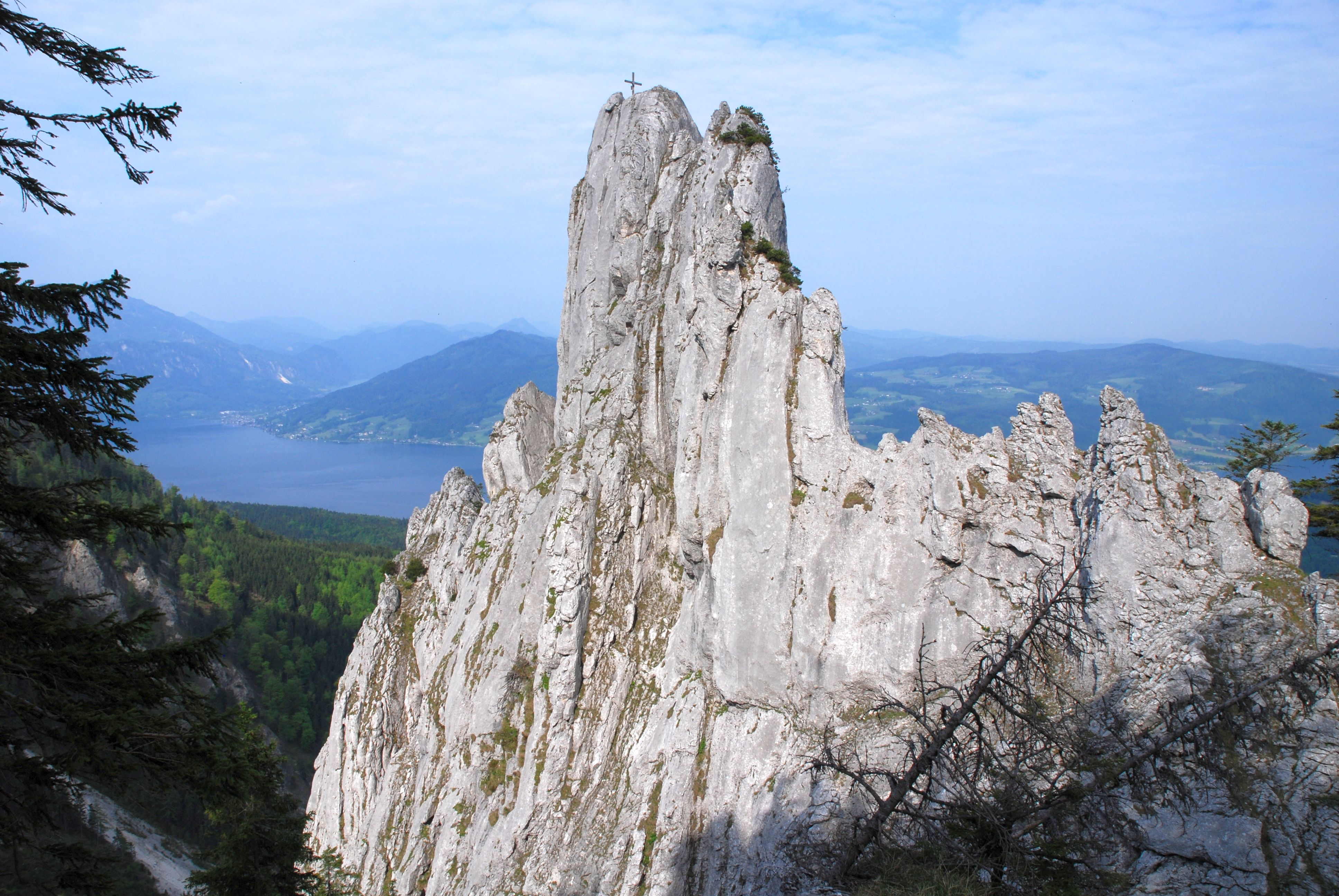

阿德勒峰（德語：Adlerspitze），是奧地利的山峰，位於該國北部，由上奧地利州負責管轄，屬於赫倫格山的一部分，海拔高度1,241米，攀登區提供55條各種難度級別的路線。